# Новая Деревня (Архангельская область)
Новая Деревня — деревня в Ленском районе Архангельской области. Входит в состав Сафроновского сельского поселения.

## География
Находится в юго-восточной части Архангельской области на расстоянии приблизительно 12 км на юго-запад по прямой от административного центра района села Яренск недалеко от села Ирта.

## История
Упоминалась уже только в 1969 году как деревня Иртовского сельсовета.

## Население
Численность населения: 2 человека (русские 50 %, белорусы 50 %) в 2002 году, 0 в 2010.